# Austria ai IX Giochi olimpici invernali
L'Austria partecipò ai IX Giochi olimpici invernali, svoltisi a Innsbruck, Austria, dal 29 gennaio al 9 febbraio 1964, con una delegazione di 83 atleti impegnati in dieci discipline.

## Medagliere

### Per discipline
| Sport                 | Oro | Argento | Bronzo | Totale |
| --------------------- | --- | ------- | ------ | ------ |
| Sci alpino            | 3   | 2       | 2      | 7      |
| Slittino              | 1   | 1       | 1      | 3      |
| Bob                   | 0   | 1       | 0      | 1      |
| Pattinaggio di figura | 0   | 1       | 0      | 1      |
| Totale                | 4   | 5       | 3      | 12     |

### Medaglie
| Medaglia | Atleta                                                     | Sport                 | Evento                          |
| -------- | ---------------------------------------------------------- | --------------------- | ------------------------------- |
| Oro      | Egon Zimmermann                                            | Sci alpino            | Discesa libera maschile         |
| Oro      | Josef Stiegler                                             | Sci alpino            | Slalom speciale maschile        |
| Oro      | Christl Haas                                               | Sci alpino            | Discesa libera femminile        |
| Oro      | Josef Feistmantl Manfred Stengl                            | Slittino              | Doppio                          |
| Argento  | Erwin Thaler Adolf Koxeder Josef Nairz Reinhold Durnthaler | Bob                   | Bob a quattro maschile          |
| Argento  | Regine Heitzer                                             | Pattinaggio di figura | Pattinaggio di figura femminile |
| Argento  | Karl Schranz                                               | Sci alpino            | Slalom gigante maschile         |
| Argento  | Edith Zimmermann                                           | Sci alpino            | Discesa libera femminile        |
| Argento  | Reinhold Senn Helmut Thaler                                | Slittino              | Doppio                          |
| Bronzo   | Josef Stiegler                                             | Sci alpino            | Slalom gigante maschile         |
| Bronzo   | Traudl Hecher                                              | Sci alpino            | Discesa libera femminile        |
| Bronzo   | Helene Thurner                                             | Slittino              | Singolo femminile               |